# Цимбаревич, Пётр Михайлович
Пётр Миха́йлович Цимбаре́вич (14 января 1891 г. — 1953 г., Москва), русский и советский учёный в области горного дела, доктор технических наук (1944 г.), профессор Московской горной академии (1930 г.). Один из основоположников научного направления, изучающего механические процессы и явления, протекающие в породных массивах при ведении горных работ, и методы управления ими.

## Биография
После окончания в 1916 г. Петроградского горного института работал на строительстве шахт в Тульской и Рязанской областях. Занимал руководящие инженерные должности в Подмосковном угольном бассейне (старший инженер, главный инженер, заместитель управляющего рудоуправлением). В 1917 г. принимал участие в строительстве Морской крепости Императора Петра Великого в г. Ревеле (ныне — Таллин).
В 1926 г. П. М. Цимбаревич поступает на работу в Московскую горную академию и в 1929/30 учебном году становится основателем и первым заведующим кафедрой «Горные работы и проведение горных выработок» (в 1939 году была переименована в кафедру «Шахтного строительства»). В 1930 году из числа студентов старших курсов кафедра сформировала группу, подготовила и выпустила первых в России 18 горных инженеров-шахтостроителей. В 1927—1934 годах принимал участие в составлении «Технической энциклопедии» в 26-и томах под редакцией Л. К. Мартенса, автор статей по тематике «горное дело».
До своей смерти в 1953 г. работал в Московском горном институте (сейчас — Горный институт НИТУ «МИСиС»), образовавшемся после разделения МГА на шесть самостоятельных вузов. Он активно участвовал в создании важнейших дисциплин по специальностям «Механика горных пород» и «Рудничное крепление». По его инициативе при кафедре была создана лаборатория горных работ и крепёжных материалов, впоследствии превратившаяся в научное подразделение института. С 1947 по 1953 г. П. М. Цимбаревич, передав кафедру Н. М. Покровскому, руководил кафедрой «Рудничное крепление».
На протяжении многих лет П. М. Цимбаревич являлся членом Технического совета Министерства угольной промышленности, членом Совета Института горного дела АН СССР, ряда отраслевых научно-исследовательских институтов. Входил в состав экспертной комиссии по проекту Московского метрополитена первой очереди.
Скончался П. М. Цимбаревич в 1953 году, похоронен в Москве на Ваганьковском кладбище.

## Научная и педагогическая деятельность
Один из основоположников научного направления, изучающего механические процессы и явления, протекающие в породных массивах при ведении горных работ и методы управления ими. Разработал методику оценки устойчивости незакреплённых выработок, определения нагрузки на крепь горизонтальных и вертикальных выработок, влияния реакции крепи с учетом фактора времени на проявление горного давления и др.
Автор опубликованных фундаментальных научных работ и учебников, учебных пособий для студентов горных специальностей.

## Избранные труды[8]
- Всесоюзная конференция шахт-новостроек. Труды к Первой Всесоюзной конференции шахт-новостроек / П. М. Цимбаревич, Д. И. Гайдуков, В. В. Беликов; Ред. коллегия: А. И. Израилович [и др.] НКТП СССР. Оргбюро по созыву Первой Всесоюзной конференции шахт-новостроек. — Москва ; Ленинград : Гос. науч.-техн. горное изд-во, 1932.
- Цимбаревич П. М. … Расчетные таблицы для замены круглого крепежного леса распилом / Проф. П. М. Цимбаревич; Глав. упр. каменноугольной и сланцевой пром-сти (Главуголь) НКТП. Упр. глав. инж. — Москва ; Ленинград ; Новосибирск : Гос. науч.-техн. горно-геол.-нефт. изд-во, 1933.
- Цимбаревич П. М. … Механика горных пород : Рекомендована в качестве учеб. пособия для горных втузов Глав. упр. учеб. заведениями НКТП СССР / Проф. П. М. Цимбаревич. — Москва ; Ленинград ; Грозный ; Новосибирск : Горгеонефтеиздат, 1934.
- Цимбаревич П. М. … Курс рудничного крепления : Утв. ГУУЗом НКТП СССР в качестве учеб. пособия для горных втузов / Проф. П. М. Цимбаревич. — Москва ; Ленинград : Онти. Глав. ред. горно-топливной лит-ры, 1936.
- Цимбаревич П. М., Покровский Н. М. Проходка капитальных выработок / Проф. П. М. Цимбаревич, доц. Н. М. Покровский. Моск. горный ин-т им. И. В. Сталина. — Москва ; Ленинград : Гостоптехиздат, 1940.
- Цимбаревич П. М. Горнотехнические сооружения : (Основы курса) / Проф. П. М. Цимбаревич; Моск. горный ин-т им. И. В. Сталина. — Москва : Гостоптехиздат, 1940.
- Цимбаревич П. М. Некоторые результаты исследования пластической деформации каменной соли / Проф. П. М. Цимбаревич. — Москва : Б. и., [1941].
- Цимбаревич П. М. Работа горного давления как термодинамический процесс / [Представлено акад. А. А. Скочинским]. — Б. м. : Б. и., 1946.
- Цимбаревич П. М. Механика горных пород. — 2-е изд., полностью перераб. — Москва : Изд-во и 2-я тип. Углетехиздата, 1948.
- Цимбаревич П. М. Рудничное крепление. — Москва ; Харьков : Углетехиздат, 1951.

## Признание
За заслуги в подготовке научных кадров и вклад в развитие горной науки П. М. Цимбаревич был награждён орденом Ленина. В 1939 г. в связи с двадцатилетием со дня создания Горной Академии был награждён орденом «Знак Почёта».